# Imperial War Museum North
El Museo Imperial de la Guerra, Sede Norte (del inglés: Imperial War Museum North) se ubica en la ciudad inglesa de Mánchester.
Tiene un inusual diseño, obra del arquitecto Daniel Libeskind.
Forma parte del Museo Imperial de la Guerra.